# Социальные дилеммы
Социа́льные диле́ммы — это проблемные социальные ситуации, в которых возникает противоречие между кратковременными целями экономических агентов и возможностью достижения «отложенного вознаграждения». Социальные дилеммы характеризуются одновременно рационально выстроенным поведением экономических агентов и низким качеством институционального пространства. 
Другие причины включают низкий уровень социального доверия, слабость групповой идентичности, неэффективную коммуникацию  и пр. Причиной возникновения социальных дилемм может быть нехватка ресурсов.
Согласно одному из определений, социальные дилеммы — это «обусловленные общественным развитием социальные ситуации, в которых скорость накопления институционального капитала равна или меньше скорости разрушения социетальных связей и образования институциональных дефектов».
Социальные дилеммы изучаются в рамках новой институциональной экономики и социальной психологии . Значительная часть социальных дилемм исследуется с помощью методов теории игр . Социальные дилеммы являются одним из основных объектов исследования Блумингтонской школы.

## Виды социальных дилемм
Исследователи выделяют такие социальные дилеммы как дилемма заключенного, трагедия общин (экологические дилеммы), дилемма секретаря, дилемма ежа, дилемма самаритянина  и пр. В другой принятой классификации социальные дилеммы разделяют на симметричные и асимметричные.
Изучение социальных дилемм проводятся в рамках исследований вопросов демографии, демократии, семейной политики, образования, миграции, роста благосостояния и пр.